# الصرب في فنلندا
الصرب في فنلندا هم أقلية عرقية، يتركز معظمهم في هلسنكي. وفقا للتقديرات في عام 2007، هناك ما يقرب من أربعة آلاف من الصرب الذين يعيشون بشكل دائم في فنلندا. هنالك عدد من الفنلنديين من أصل صربي غير معروف.